# Termodynamisk kredsproces
En termodynamisk kredsproces er en serie af termodynamiske processer, som sender et termodynamisk system tilbage til dets starttilstand. Termodynamikkens 1. lov dikterer, at netto varmetilførslen er lig med netto mekanisk arbejde ud fra enhver termodynamisk kredsproces. Selve den gentagne natur af procesvejen muliggør en kontinuert drift, hvilket gør kredsprocessen til et vigtigt begreb indenfor termodynamikken. Termodynamiske maskiners kredsprocessers funktion modelleres ofte med quasistatiske processer. 
En termodynamisk kredsproces er en lukket kurve i pV-diagram. Et pV-diagrams x-akse er rumfang (V) og y-aksen tryk (P). Kurvens indesluttede areal er kredsprocessens udførte mekaniske arbejde regnet med fortegn:
{\displaystyle {\text{(1)}}\qquad W=\oint P\ dV}
Dette arbejde (W) er lig med balancen af varme (Q) tilført ind i det termodynamiske system:
{\displaystyle {\text{(2)}}\qquad W=Q=Q_{in}-Q_{out}}
Ligning (2) modellerer en kredsproces, som om det var en isoterm proces; selvom den indre energis tilstand ændrer sig gennem kredsprocessen, er systemets energi den samme til slut i kredsprocessen, som når systemets kredsproces begyndte.
Hvis kredsprocessen bevæger sig med uret rundt (V som x-akse) i den lukkede løkke, repræsenterer kredsprocessen en varmekraftmaskine – og W vil være positiv. Hvis kredsprocessen bevæger sig mod uret repræsenterer den en varmepumpe – og W vil være negativ.

## Termodynamiske kredsprocesklasser
En termodynamisk kredsproces kan enten være en varmekraftmaskine-kredsproces eller en varmepumpe-kredsproces. Varmekraftmaskine-kredsprocesser er kredsprocesser som omsætter noget varme til mekanisk arbejde, mens varmepumpe-kredsprocesser overfører varme fra lav til høj temperatur under anvendelse af mekanisk arbejde. Kredsprocesser, der kun består af quasistatiske processer, kan skifte mellem at fungere som varmekraftmaskine-kredsprocesser eller varmepumpe-kredsprocesser ved at styre procesretningen.
På et tryk-rumfang (pV) diagram (V som x-akse) eller et temperatur-entropi (TS) diagram (S som x-akse), indikerer retningerne med uret og mod uret hhv. varmekraftmaskine-kredsprocesser og varmepumpe-kredsprocesser.

### Varmekraftmaskine-kredsprocesser
Varmekraftmaskine-kredsprocesser anvendes til at modellere varmekraftmaskiners virkemåde, som forsyner det meste af verdens elektricitet og som driver næsten alle motoriserede køretøjer.
Varmekraftmaskine-kredsprocesser kan inddeles efter den type af varmekraftmaskiner der søges modelleret. Den almindeligste arbejdskredsproces, som anvendes til at modellere interne forbrændingsmotorer, er Otto-kredsprocessen, som modellerer benzinmotorer – og Diesel-kredsprocessen, som modellerer dieselmotorer. varmekraftmaskine-kredsprocesser, som modellerer ekstern forbrændingsmotor omfatter Brayton-kredsprocessen, som modellerer gasturbiner – og Rankine-kredsprocessen, som modellerer dampturbiner.
For eksempel er tryk-rumfang mekaniske arbejde udført i en varmekraftmaskines kredsproces, der består af 4 termodynamiske processer:
{\displaystyle {\text{(3)}}\qquad W=W_{1\to 2}+W_{2\to 3}+W_{3\to 4}+W_{4\to 1}}
{\displaystyle W_{1\to 2}=\int _{V_{1}}^{V_{2}}P\,dV,\,\,{\text{positiv, udfoerer arbejde}}}
{\displaystyle W_{2\to 3}=\int _{V_{2}}^{V_{3}}P\,dV,\,\,{\text{nul arbejde hvis V2 og V3 er ens}}}
{\displaystyle W_{3\to 4}=\int _{V_{3}}^{V_{4}}P\,dV,\,\,{\text{negativ, tilfoeres arbejde}}}
{\displaystyle W_{4\to 1}=\int _{V_{4}}^{V_{1}}P\,dV,\,\,{\text{nul arbejde hvis V4 og V1 er ens}}}
Hvis der ikke sker nogen rumfangsændring i proces 4→1 og 2→3, kan ligning (3) simplificeres til:
{\displaystyle {\text{(4)}}\qquad W=W_{1\to 2}+W_{3\to 4}}

### Varmepumpe-kredsprocesser
Varmepumpe-kredsprocesser anvendes til at modellere varmepumpers virkemåde. Den almindeligste varmepumpe-kredsproces er gaskompressionskredsprocessen, som modellerer systemer der anvender kølemidler som skifter fase. Absorption varmepumpe-kredsprocessen er et alternativ, der absorberer kølemidlet i en væskeopløsning i stedet for at fordampe det. Gaskompressionskredsprocesser omfatter Bell Coleman-kredsproces og Linde-Hampson kredsprocessen.

## Termodynamisk kredsprocestyper
En termodynamisk kredsproces kan (ideelt set) udgøres af 3 eller flere termodynamiske processer (typisk 4). I praksis overlapper de (f.eks. i stempelmotorer). De anvendte processer kan hver især være en af disse:
- isoterm proces (ved konstant temperatur, vedligeholdt med termisk varme tiføjet eller fjernet ved hjælp af en varmereservoir)
- isobar proces (ved konstant tryk)
- isochor proces (ved konstant rumfang)
- adiabatisk proces (ingen termisk varme tilføres eller fjernes fra arbejdsfluidet)
  - isentropisk proces (ingen termisk varme tilføres eller fjernes fra arbejdsfluidet – og entropien er konstant – det kaldes også en reversibel adiabatisk proces)[1]
- isentalpisk proces (entalpien er konstant)

Her følger nogle eksempler:
| Kredsproces\Proces                                                                                 | Kompression | Varmetilførsel | Ekspansion  | Varmefraførsel |
| -------------------------------------------------------------------------------------------------- | ----------- | -------------- | ----------- | -------------- |
| Varmekraftmaskine-kredsprocesser normalt med ekstern forbrænding - eller varmepumpe-kredsprocesser |             |                |             |                |
| Ericsson (første, 1833) Brayton                                                                    | adiabatisk  | isobar         | adiabatisk  | isobar         |
| Bell Coleman (omvendt Brayton)                                                                     | adiabatisk  | isobar         | adiabatisk  | isobar         |
| Carnot                                                                                             | isentropisk | isoterm        | isentropisk | isoterm        |
| Stoddard                                                                                           | adiabatisk  | isochor        | adiabatisk  | isochor        |
| Stirling                                                                                           | isoterm     | isochor        | isoterm     | isochor        |
| Ericsson (anden, 1853)                                                                             | isoterm     | isobar         | isoterm     | isobar         |
| Arbejdskredsprocesser normalt med intern forbrænding                                               |             |                |             |                |
| Otto (benzin)                                                                                      | adiabatisk  | isochor        | adiabatisk  | isochor        |
| Diesel                                                                                             | adiabatisk  | isobar         | adiabatisk  | isochor        |
| Brayton (jet)                                                                                      | adiabatisk  | isobar         | adiabatisk  | isobar         |
| Lenoir (pulsjet) kun 3 processer                                                                   | isobar      | isochor        | adiabatisk  | isobar         |

## Yderligere læsning
- Bækkel Larsen, Jens; Christensen, Per; Elmegaard, Brian (2020), Maskinteknisk Termodynamik: Grundlæggende teori og praksisnær anvendelse (4. udgave), DTU. Arkiveret fra originalen 6. juni 2022.